# Lexus LS+
Lexus LS+ – samochód koncepcyjny, zaprezentowany przez należącą do koncernu Toyota markę Lexus na wystawie motoryzacyjnej w Tokio w październiku 2017 r., kilka miesięcy po premierze piątej generacji modelu LS.

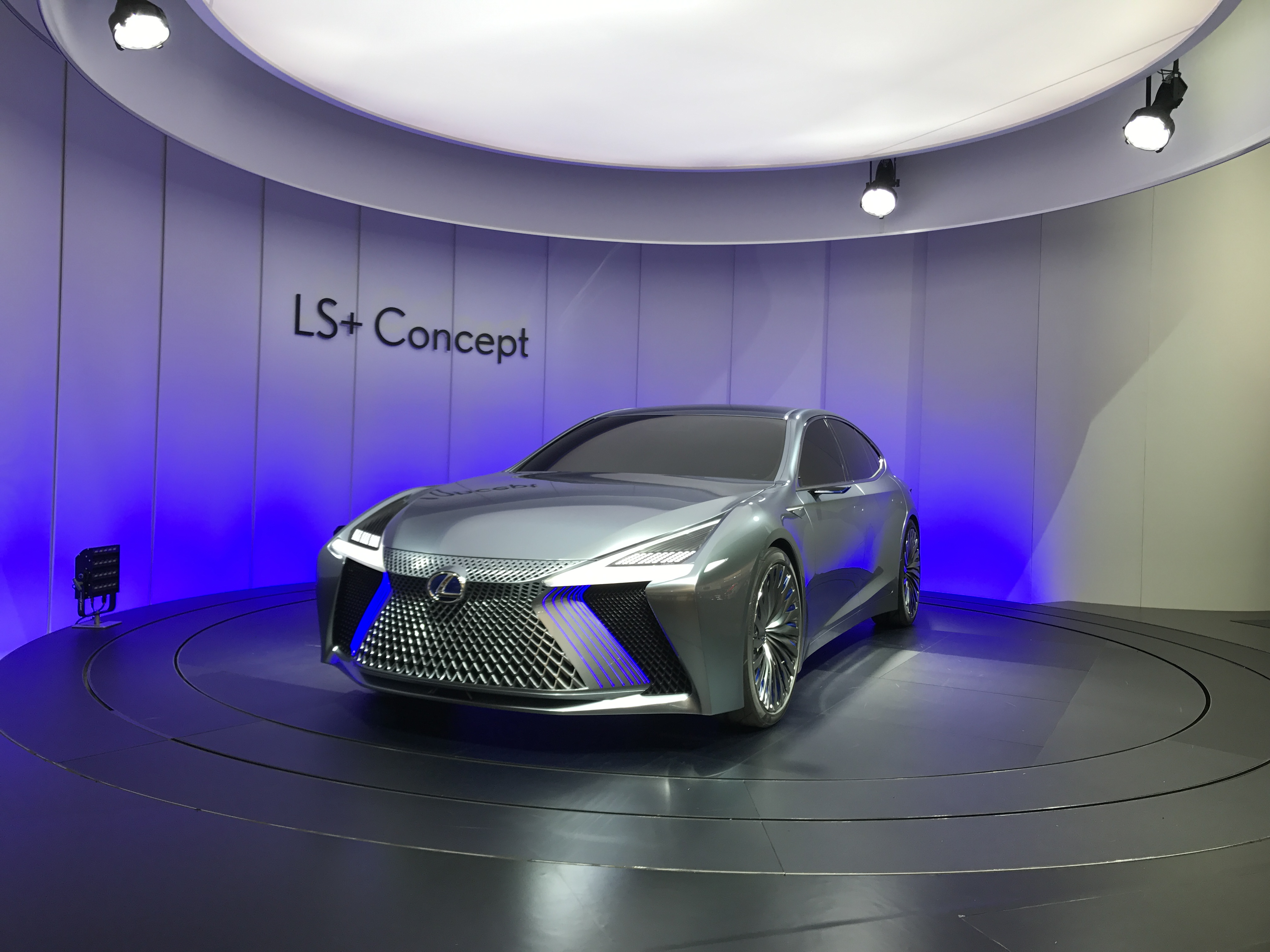
Przód Lexusa LS + Concept na Tokyo Motor Show

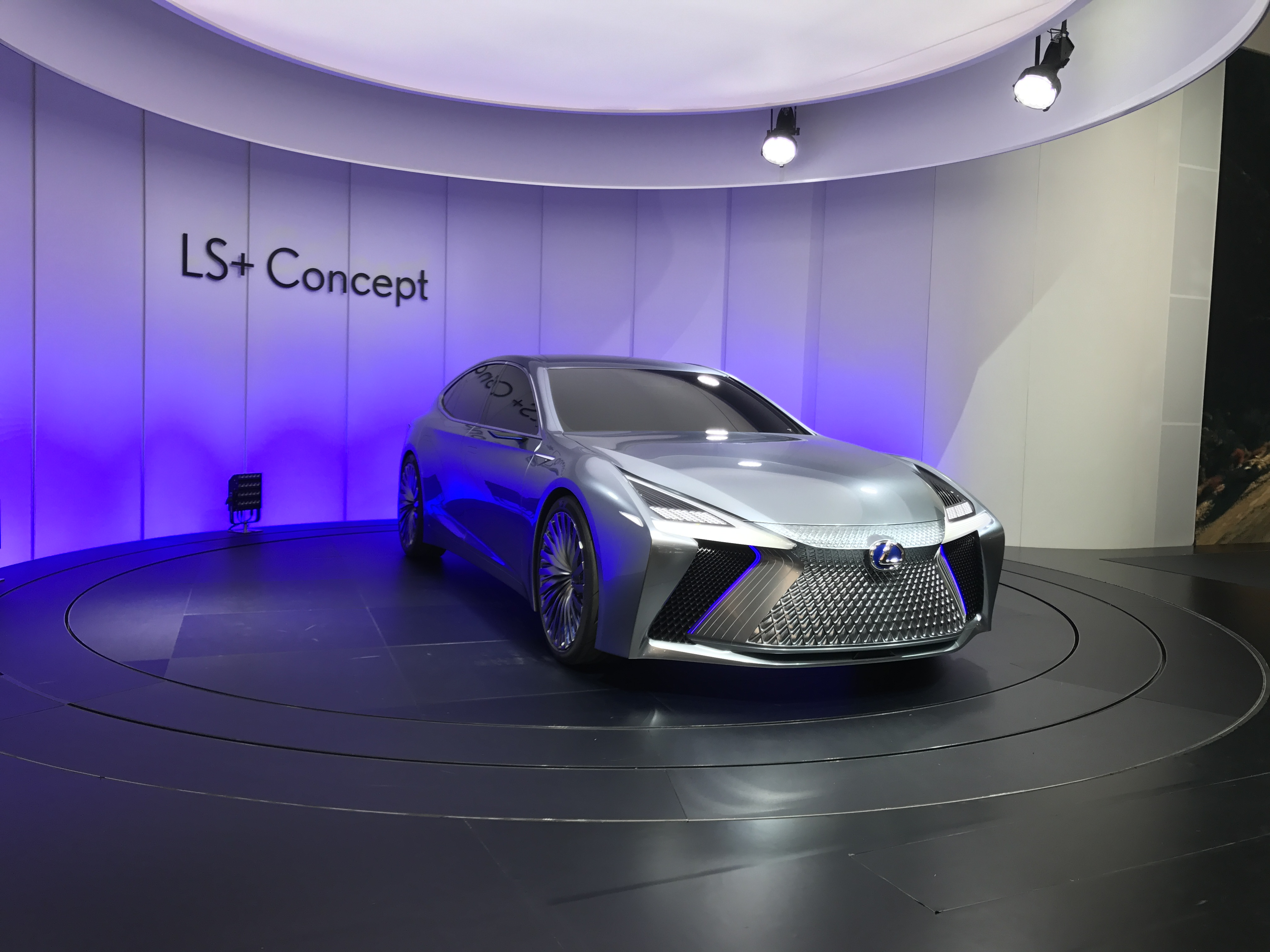
Przód Lexusa LS + Concept na Tokyo Motor Show

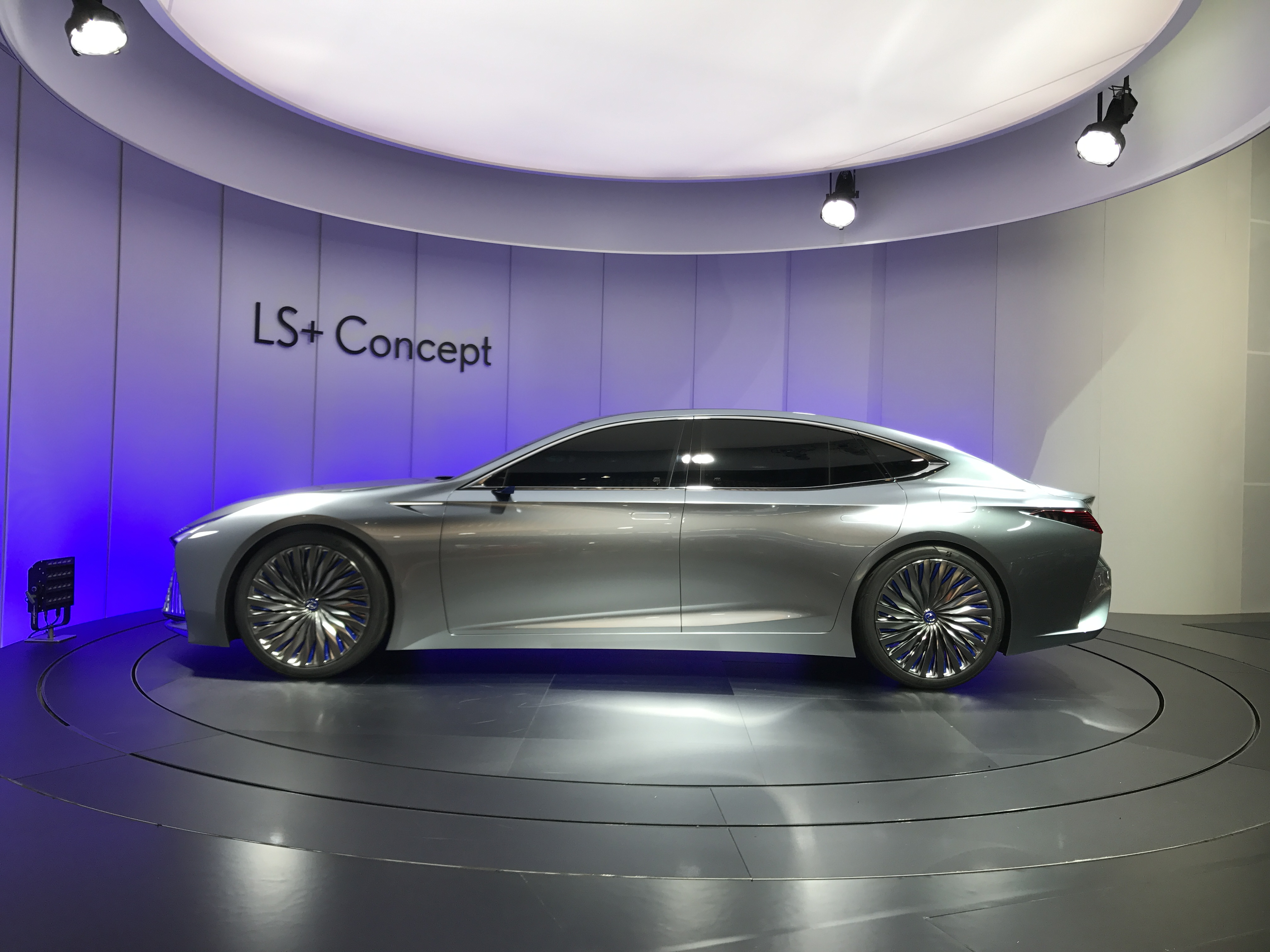
Bok Lexusa LS + Concept na Tokyo Motor Show

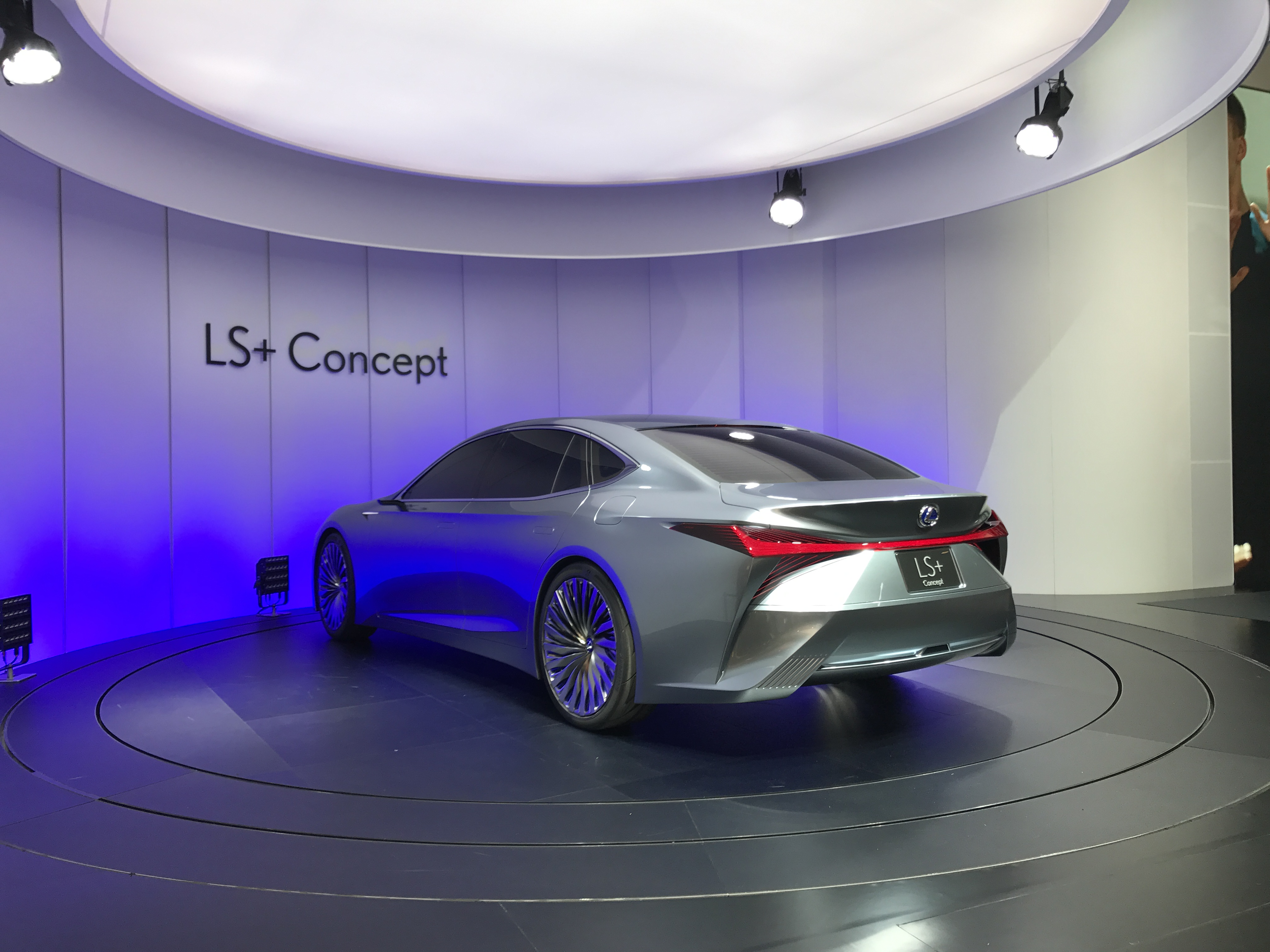
Tył Lexusa LS + Concept na Tokyo Motor Show

Auto koncepcyjne wskazuje możliwy kierunek dalszej ewolucji stylistyki, który może znaleźć odzwierciedlenie w przyszłym face-liftingu Lexusa LS około roku 2020.
LS+ zapowiada także innowacje techniczne, które mają trafić do samochodów seryjnych Lexusa jeszcze przed końcem dekady, z których najważniejszą jest system autonomicznej jazdy Highway Teammate. System ten jest zdolny do automatycznego prowadzenia pojazdu na autostradach i drogach ekspresowych, co obejmuje włączanie się do ruchu, utrzymywanie i zmianę pasa ruchu np. przy wyprzedzaniu, zachowanie bezpiecznych odległości od innych pojazdów oraz opuszczanie drogi szybkiego ruchu. Inne nowości to kamery zamiast lusterek bocznych, reflektory uzupełnione laserami czy grill chłodnicy wyposażony w żaluzje, poprawiające aerodynamikę pojazdu.